# Rättspsykiatriska regionkliniken i Sundsvall
Rättspsykiatriska regionkliniken (RPK) i Sundsvall är en av landets största enheter för vård och behandling av psykiskt sjuka lagöverträdare enligt lagen om rättspsykiatrisk vård (LRV), samt särskilt vårdkrävande patienter som vårdas enligt lagen om psykiatrisk tvångsvård (LPT). I uppdraget ingår också att vårda klienter från kriminalvården som bedöms ha ett psykiatriskt vårdbehov. Kliniken är belägen i Nacksta väster om Sundsvall, samt har tre avdelningar på Sundsvalls sjukhus. Kliniken består av åtta avdelningar med 101 vårdplatser.